# Mary Kay Letourneau
Mary Katherine Schmitz, más conocida como Mary Kay Letourneau (Tustin, 30 de enero de 1962 - Des Moines, 6 de julio de 2020), fue una maestra estadounidense condenada por haber perpetrado el abuso sexual infantil de un adolescente alumno suyo con quien tuvo dos hijas y con quien más tarde se casó.

## Biografía
En 1996, a los 34 años, Mary Kay Letourneau daba clases de sexto de primaria en una escuela de Burien, Washington, donde conoció a Vili Fualaau, un niño de 12 años. Comenzó a abusar sexualmente de él y quedó embarazada. En marzo de 1997, fue arrestada y se declaró culpable de dos cargos de estupro.
Mientras esperaba la sentencia, dio a luz a la hija de Fualaau. Con el estado de Washington buscando una sentencia de prisión de seis años y medio, llegó a un acuerdo de declaración de culpabilidad que pedía seis meses de cárcel, con tres meses suspendidos y ningún contacto con Fualaau de por vida, entre otros términos. El caso recibió atención nacional.
Después de pasar tres meses en la cárcel, la policía halló a Letourneau en un automóvil con Fualaau. Un juez revocó su declaración de culpabilidad y restableció la pena de prisión por el máximo permitido por la ley de siete años y medio. Ocho meses después de regresar a prisión, dio a luz a la segunda hija de Fualaau. Fue encarcelada de 1998 a 2004. Letourneau y Fualaau contrajeron matrimonio en mayo de 2005.
El 9 de mayo de 2017, después de casi 12 años de matrimonio, Fualaau solicitó la separación de Letourneau, pero luego retiró la presentación. La pareja se divorció en agosto de 2019. Durante el matrimonio, Vili Fualaau dijo que no era una víctima y que no se avergonzaba de la relación, pero para mayo de 2020, después de que la pareja se había divorciado, llegó a verla como poco saludable.
Letourneau murió de cáncer colorrectal el 6 de julio de 2020 en su casa cerca de Seattle, a la edad de cincuenta y ocho años.

## En la cultura popular
Letourneau escribió junto a Fualaau el libro Un seul crime, l'amour (en español, Un solo crimen, el amor), donde detallaron su relación. En el año 2000, la historia de Letourneau fue adaptada en una película para televisión llamada All American Girl: The Mary Kay Letourneau Story, dirigida por Lloyd Kramer y protagonizada por Penelope Ann Miller, Omar Anguiano y Mercedes Ruehl.
En 2023, el director estadounidense Todd Haynes realizó una película inspirada en la historia de Letourneautitulada May December, y distribuida con el título Secretos de un escándalo en España e Hispanoamérica, protagonizada por Julianne Moore, Natalie Portman y Charles Melton. La película tuvo su estreno en el Festival de Cannes y se distribuyó a través de la plataforma de streaming Netflix y Amazon Prime.